# Mongolska puščavska podgana
Mongolska puščavska podgana (Meriones unguiculatus) živi v visokogorju Mongolije, v južni Sibiriji in severni Kitajski. Prebiva v polpuščavah in stepah, kjer so peščena tla pokrita s travami, zelišči in grmovjem. Zime v stepah so hladne in suhe, poletja vroča, poleti lahko temperatura naraste do 50 °C, povprečna letna temperatura je 20 °C (Chen, 2001).
Je priljubljena domača žival in mnogi jih poznajo pod napačnim imenom mogolski skakači.

## Značilnosti in zgradba
Za preživetje v polpuščavah in stepah imajo mongolske puščavske podgane več prilagoditev: varčujejo z vodo in shranjujejo vodo v celicah, njihovi zobje rastejo ves čas in so primerni za drobljenje trdih semen in druge rastlinske hrane, noge so prilagojene na skakanje in beg pred plenilci, predvsem kačami in ujedami. Predatorjev imajo malo, saj živijo v precej neugodnih habitatih (Wikipedia: Meriones unguiculatus). 

Sprednje tačke s po štirimi kremplji so prilagojene za tek, skakanje in prijemanje, zadnje s po petimi kremplji pa za tek, skakanje in izvidniško držo ter držo pri hranjenju (Fresshaltung). Na koncu repa imajo čopek iz temnejših dlak. Glava je široka in kratka, na smrčku imajo dolge vibrise. Oči so bleščeče črne in okrogle in so nameščene precej na straneh, tako da imajo široko vidno polje, lociranje predatorja pa je zaradi tega manj natančno. Zato živali v izvidniški drži glavo premikajo gor in dol, da ugotovijo, kje se nahaja potencialni predator. Uhlji so majhni, okrogli in položeni rahlo nazaj.
Po vsem telesu so odlakane, dlako imajo tudi na zadnjih podplatih. To jih ščiti pred suhim mrazom in vročim peskom, ki sta značilna za območja, na katerih živijo. Dlake zgornjega dela telesa so na bazi temno sive, na sredini svetlo rjave, na koncu pa črne, kar daje kožuhu mongolskih podgan peščeno rjav videz. Dlake na spodnji strani telesa so na bazi prav tako sive, vendar so na konici bele, zato je kožuh spodnjega dela telesa in za uhlji sivobel. Barvne različice mongolskih puščavskih podgan v ujetništvu so poleg naravne barve še črna, siva, zlatorjava in albino (Kötter, 1989).
- Masa odrasle živali: 52 – 133 g; samci: 80 – 110 g, samice: 70 – 100 g.
- Dolžina telesa: 100 – 120 mm.
- Dolžina repa: do 120 mm.
- Življenjska doba: 1 – 2 leti; največ 6 let; povprečna življenjska doba v divjini: 3 – 4 mesece.
- Telesna temperatura: 38,1 – 38,4 °C.
- Potreba po hrani: 5 – 8 g hrane na 100 g teže na dan.
- Potreba po vodi: 4 – 7 ml na 100 g teže na dan (Chen, 2001; Kötter, 1989; McDonald, 1996).

Pri vrstah iz rodu Meriones je ureditev skupnosti zapletena, kar je posledica življenja v območjih z ostrimi zimami. Druženje je verjetno potrebno zaradi medsebojnega gretja in varovanja hrane, poleg tega živali tudi čistijo ena drugo. Mongolske puščavske podgane živijo v velikih skupinah, ki so večje od posamezne družine in so najštevilčnejše poleti, ko jih sestavljajo 1 – 3 odrasli samci, 2 – 7 odraslih samic in nekaj nedoraslih ali mladih živali, vendar je v skupini redko več kot 20 živali. Vse domujejo v skupnem brlogu. Skupine so stabilne in teritorialne, tuje puščavske podgane in druge živali preženejo. Skupaj nabirajo hrano za zimsko zalogo, zimo prebijejo v skupnem brlogu. Mlade živali v prvem letu verjetno ne zapustijo skupine, saj so pomagale zbirati hrano. Samice, godne za paritev, odidejo k eni izmed sosednjih skupin, kjer se parijo, in nato pridejo nazaj v svojo skupino. Na ta način je preprečeno parjenje v sorodstvu, za mladiče pa skrbi cela skupina (McDonald, 1996). Agren in sodelavci (1989) so opazili, da se samice parijo dvakrat zapovrstjo, najprej z dominantnim samcem iz svoje skupine in nato še s podrejenim samcem iz sosednje skupine.
So dnevne živali, spijo ponoči, v brloge pa se zatečejo tudi ob najbolj vročih in najbolj mrzlih delih dneva (Wikipedia: Meriones unguiculatus). Njihov centralni brlog sestavlja sistem rovov in kamric. Povprečna dolžina rovov je pet do šest metrov. V podzemlje vodi pet do dvajset vhodov. Kamra, kjer je gnezdo, se poleti nahaja 40 – 50 cm globoko, pozimi pa od 110 – 150 cm. Velikost te kamre je 15 – 40 x 13 – 20 cm. Gnezdo zgradijo iz listov, vejic, dlak, perja in včasih celo smeti. Poleg centralnega brloga imajo lahko tudi več drugih brlogov z manj vhodi, ki služijo kot zatočišče pred predatorji, kadar se žival nahaja predaleč od centralnega brloga (Agren et al., 1989; Naumov, N. P. & Lobachev, V. S., 1999; Wikipedia: Meriones unguiculatus).
Zelo priljubljena vedenja teh živali so grizenje, kopanje v podlago v kotih terarijev in valjanje v pesku. Kopanje v kotih terarijev je stereotipno vedenje podgan v ujetništvu. Pojavlja se pri osebkih, ki se niso skotili v kamri, povezani z rovom. Podgane skopljejo rov in naredijo kamrico za mladiče, če imajo primerno podlago, torej pesek in podobno.
Samice velikokrat, tudi večkrat na dan, prenašajo mladiče iz ene kamre v drugo, da se počutijo varne. Če zaznajo nevarnost, udarjajo v tla z nogami in tako opozorijo tudi druge člane družine, da se lahko pravočasno poskrijejo v rove.
Kadar so živali žejne, ližejo stene terarija. Verjetno v naravi ližejo vodo s sten jam, kjer se kondenzira (Ehrenstein in Brückman, 1996).

## Razmnoževanje
- Brejost: 21 – 28 dni.
- Masa živali po porodu: 2,5 – 3,0 g.
- Spolna zrelost: samci pri starosti 70 – 85 dni, samice pri starosti 65 – 85 dni.
- Število mladičev v leglu/velikost legla: 1 – 12 mladičev.
- Število seskov: 4 pari.
- Trajanje dojenja: do starosti 23 – 30 dni; masa mladičev je takrat 33 – 60 g, lahko pa tudi manj (15 g)
- Odprtje ušes: pri starosti 5 dni.
- Pričetek rasti dlake: pri starosti 6 dni.
- Odprtje oči: pri starosti (16)18 – 23 dni (v razmaku enega dneva).
- Pojav sekalcev: pri starosti 12 dni.
- Razmnoževanje je odvisno od podnebja in prehrane. Divje puščavske podgane se parijo od februarja do oktobra in imajo do tri legla. Kadar je na voljo dovolj hrane, se parijo vse leto, kar velja za osebke v ujetništvu. Število mladičev v leglu je 1 – 12, najpogosteje 3 – 5 (Chen, 2001; Kötter, 1989; McDonald, 1996).